# 国道204号
国道204号（こくどう204ごう）は、佐賀県唐津市から玄界灘沿岸を経由して、長崎県佐世保市に至る一般国道である。

## 概要

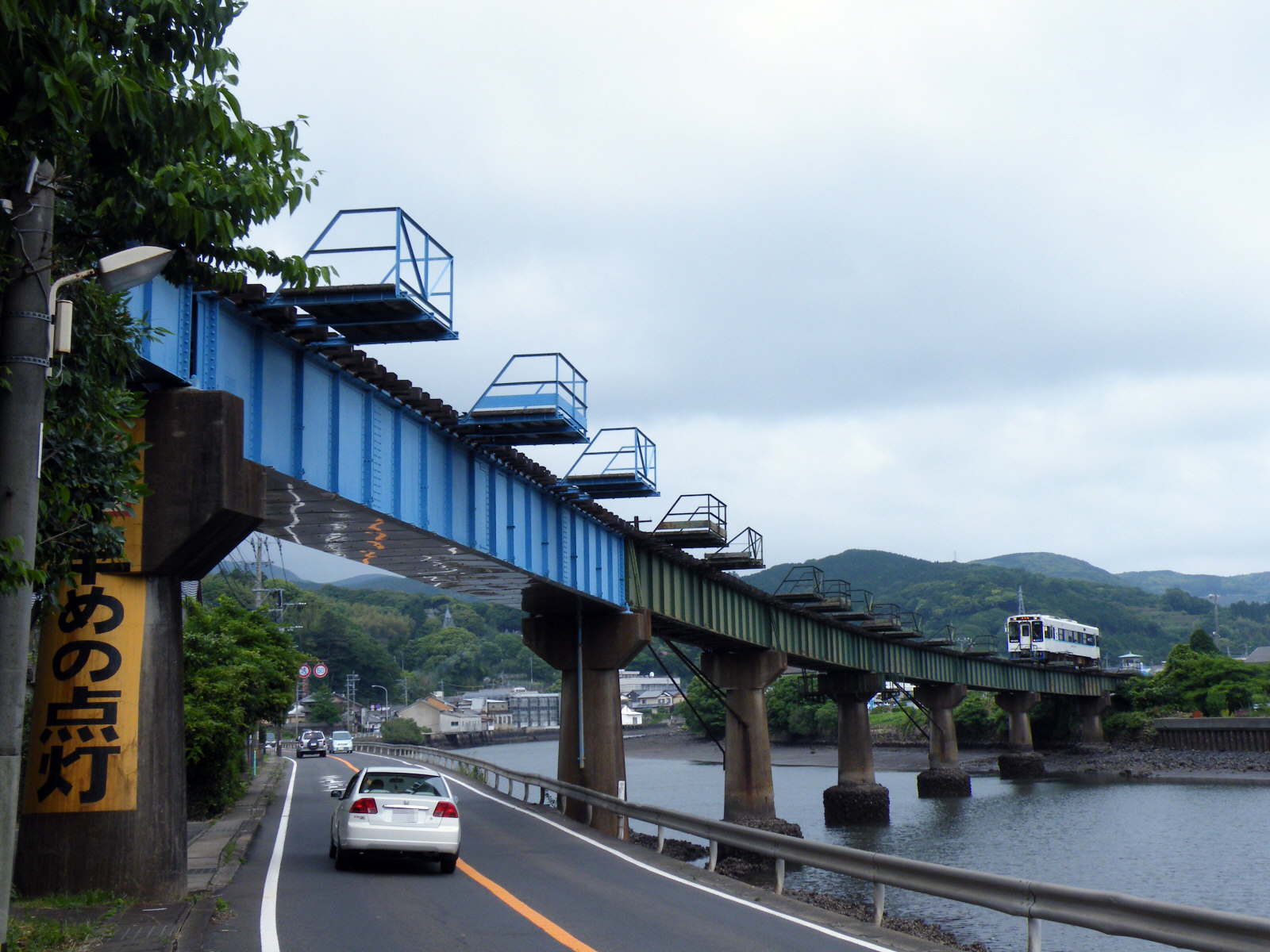
松浦鉄道西九州線第一江迎川橋梁の下を潜る国道204号（佐世保市江迎町）

佐賀県唐津市から伊万里市までは東松浦半島の玄界灘沿いを大きく迂回して通る。伊万里市から長崎県佐世保市までは松浦鉄道西九州線と並行するように松浦市、平戸市田平町を経由する。

### 路線データ
一般国道の路線を指定する政令に基づく起終点および重要な経過地は次のとおり。
- 起点：唐津市（瀬田原交差点 = 国道202号交点、国道382号終点）
- 終点：佐世保市（八幡歩道橋 = 国道35号・国道498号終点）
- 重要な経過地：佐賀県東松浦郡呼子町[注釈 2]、同郡鎮西町[注釈 2]、伊万里市、松浦市、長崎県北松浦郡田平町[注釈 3]、同郡江迎町[注釈 4]、同郡佐々町
- 総延長 : 161.6 km（佐賀県 94.4 km、長崎県 67.2 km）重用延長を含む[2][注釈 5]
- 重用延長 : 1.2 km（佐賀県 1.2 km、長崎県 - km）[2][注釈 5]
- 未供用延長 : なし[2][注釈 5]
- 実延長 : 160.4 km（佐賀県 93.2 km、長崎県 67.2 km）[2][注釈 5]
  - 現道 : 157.2 km（佐賀県 90.3 km、長崎県 66.9 km）[2][注釈 5]
  - 旧道 : 1.3 km（佐賀県 1.0 km、長崎県 0.3 km）[2][注釈 5]
  - 新道 : 1.9 km（佐賀県 1.9 km、長崎県 - km）[2][注釈 5]
- 指定区間：国道202号と重複する区間（佐賀県伊万里市・国見台西交差点 - 二里大橋交差点）[3]

## 歴史
- 1953年（昭和28年）5月18日 - 二級国道204号唐津佐世保線（唐津市 - 佐世保市）として指定施行[4]。
- 1965年（昭和40年）4月1日 - 道路法改正により一級・二級区分が廃止されて一般国道204号として指定施行[1]。
- 1969年（昭和44年） - 県道伊万里呼子線、佐志湊呼子線を編入しルートを変更[5]。
- 2011年（平成23年）3月31日 - 佐賀県告示第126号により、和多田本村（ほんむら）交差点 - 唐房入口交差点の旧道の国道指定の解除に伴い、和多田本村交差点 - 唐津市東町交差点間は市道、唐津市東町交差点 - 坊主町交差点間は佐賀県道347号虹の松原線、坊主町交差点 - 唐坊入口交差点間は佐賀県道23号唐津呼子線に変更となる[6]。
- 2015年（平成27年）3月31日 - 佐賀県告200号により、木須町交差点 - 川西交差点の旧道の国道指定の解除に伴い、木須町交差点 - 松島町間は佐賀県道321号黒川松島線、松島町 - 川西交差点間は市道に変更となる[7]。
- 2023年（令和5年）11月12日 - 唐房バイパス（延長1.9 km[8][9]）開通[10]。

## 路線状況

### 通称
- ルート・グランブルー

### バイパス
- 佐賀県

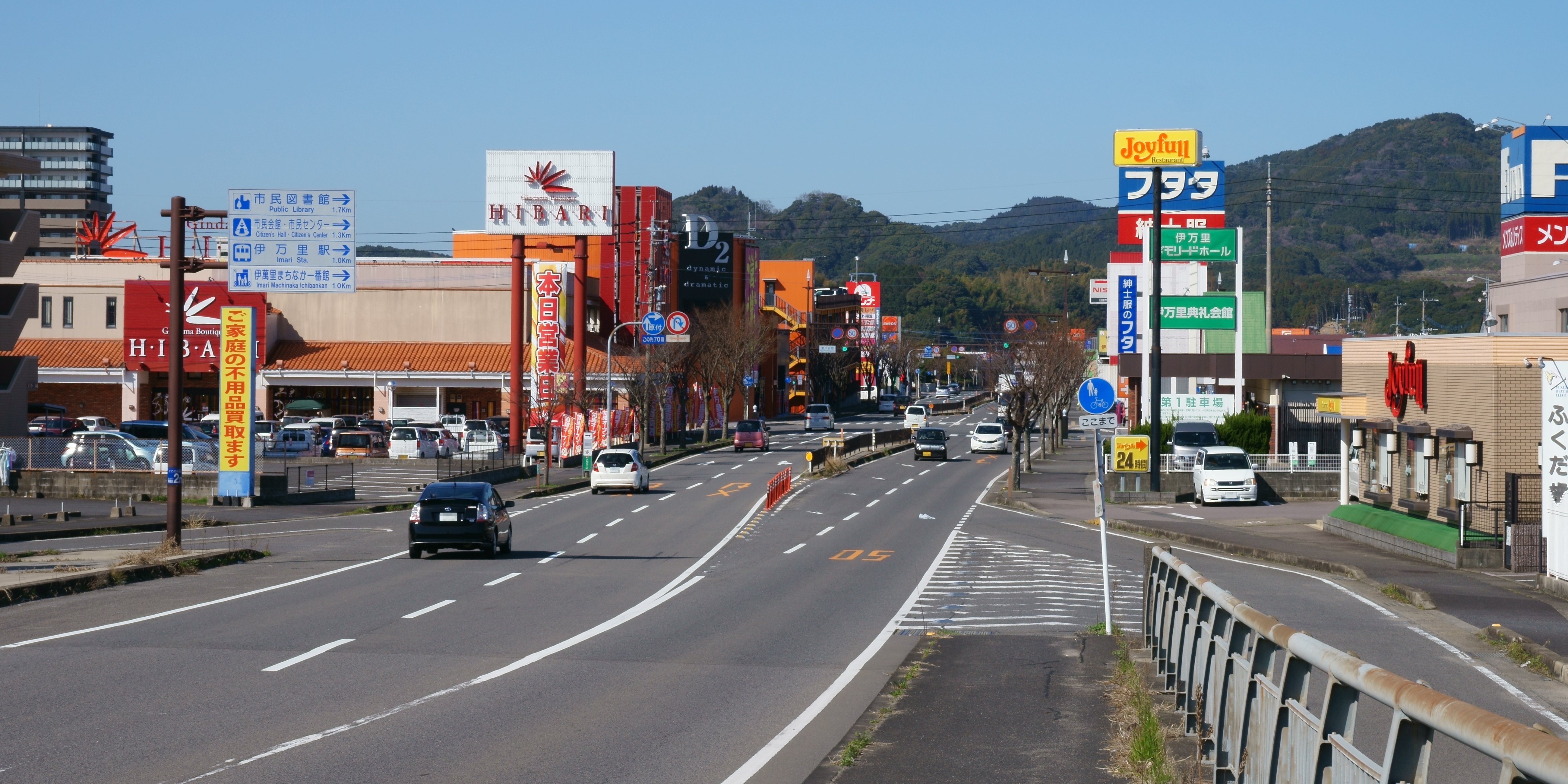
伊万里市二里町の西部バイパス

  - 神田バイパス（瀬田原 - 唐津南高校前） - 3.1 km・4車線。1976年（昭和51年）度部分開通、1994年（平成6年）度全開通[11]。
  - 佐志バイパス[注釈 6]（唐津市）
  - 唐房バイパス（唐津市）
  - 西部バイパス（伊万里市） - 1.4 km。1987年（昭和62年）8月開通[11]。
- 長崎県
  - 松浦バイパス（松浦市）
  - 本山バイパス（佐世保市）

### 重複区間
- 国道382号（佐賀県唐津市和多田西山・唐津市瀬田原交差点（起点） - 唐津市呼子町呼子・持山交差点）
- 国道202号・国道498号（佐賀県伊万里市二里町大里甲・国見台西交差点 - 伊万里市二里町大里乙・二里大橋交差点）
- 国道383号（佐賀県伊万里市二里町大里乙・二里大橋交差点 - 長崎県平戸市田平町小手田免・平戸大橋入口交差点）
- 国道498号（長崎県佐世保市瀬戸越町・瀬戸越町交差点 - 佐世保市八幡町・八幡歩道橋（終点））

### 道路施設

#### 橋梁
- 佐賀県
  - 長松大橋（町田川、唐津市）
  - 上新田橋（佐志川、唐津市）
  - 浦川橋（浦川、唐津市）
  - 相賀橋（唐津市）
  - 鼓橋（橋本川、唐津市）
  - わたりこ橋（下川、唐津市）
  - 横野橋（唐津市）
  - 観音橋（唐津市）
  - 高尾橋（江頭川、唐津市）
  - 名護屋大橋（名護屋浦、唐津市） - 258 m、1967年（昭和42年）3月完成、当初は有料橋[12]。
  - 外津橋（外津浦、唐津市 - 東松浦郡玄海町）
  - 仮屋橋（有浦川、玄海町）
  - 座川橋（座川、玄海町-唐津市）
  - 幸橋（座川、唐津市）
  - 黒塩橋（伊万里市市）
  - 郷川橋（伊万里市）
  - 伊万里津大橋（伊万里川、伊万里市） - 1987年（昭和62年）8月開通[11]
  - 江湖（こうこ）の辻高架橋（松浦鉄道西九州線、伊万里市） - 1987年（昭和62年）8月開通[11]
  - 二里大橋（有田川、伊万里市、国道202号重複区間内）
  - 中島橋（大里川、伊万里市）
  - 天神橋（脇野川、伊万里市）
  - 里橋（里川、伊万里市）
  - 楠久橋（楠久川、伊万里市）
- 長崎県
  - 人柱橋（人柱川、松浦市）
  - 今福橋（今福川、松浦市）
  - 小福蓮（松浦市）
  - 浦橋（松浦市）
  - 江口橋（調川川、松浦市）
  - 丹花橋（浦川、松浦市）
  - 蓮田橋（松浦市）
  - 鹿爪橋（志佐川、松浦市）
  - 竜尾橋（竜尾川、松浦市）
  - 坂瀬橋（坂瀬川、松浦市 - 平戸市）
  - 関橋（平戸市）
  - 城山橋（釜田川、平戸市）
  - 潜竜橋（江迎川、佐世保市）
  - 市松橋（北松浦郡佐々町）
  - 新佐々橋（佐々川、北松浦郡佐々町）
  - 妙見橋（木場川、北松浦郡佐々町）
  - 中央橋（相浦川、佐世保市）
  - 黒橋（相浦川、佐世保市）
  - 大野橋（相浦川、佐世保市）
  - 梅田橋（佐世保川、佐世保市）

#### トンネル
- 佐賀県
  - 唐房トンネル：延長487 m[13]、2022年（令和4年）竣工、唐津市
  - 城山トンネル：延長86 m、1993年（平成5年）竣工、唐津市
  - 牟形トンネル：延長81 m、1973年（昭和48年）竣工、東松浦郡玄海町
- 長崎県
  - 本山トンネル：延長325 m、1994年（平成6年）竣工、佐世保市

#### 道の駅
- 佐賀県
  - 桃山天下市（唐津市）
- 長崎県
  - 松浦海のふるさと館（松浦市）
  - 昆虫の里たびら（平戸市）

## 地理

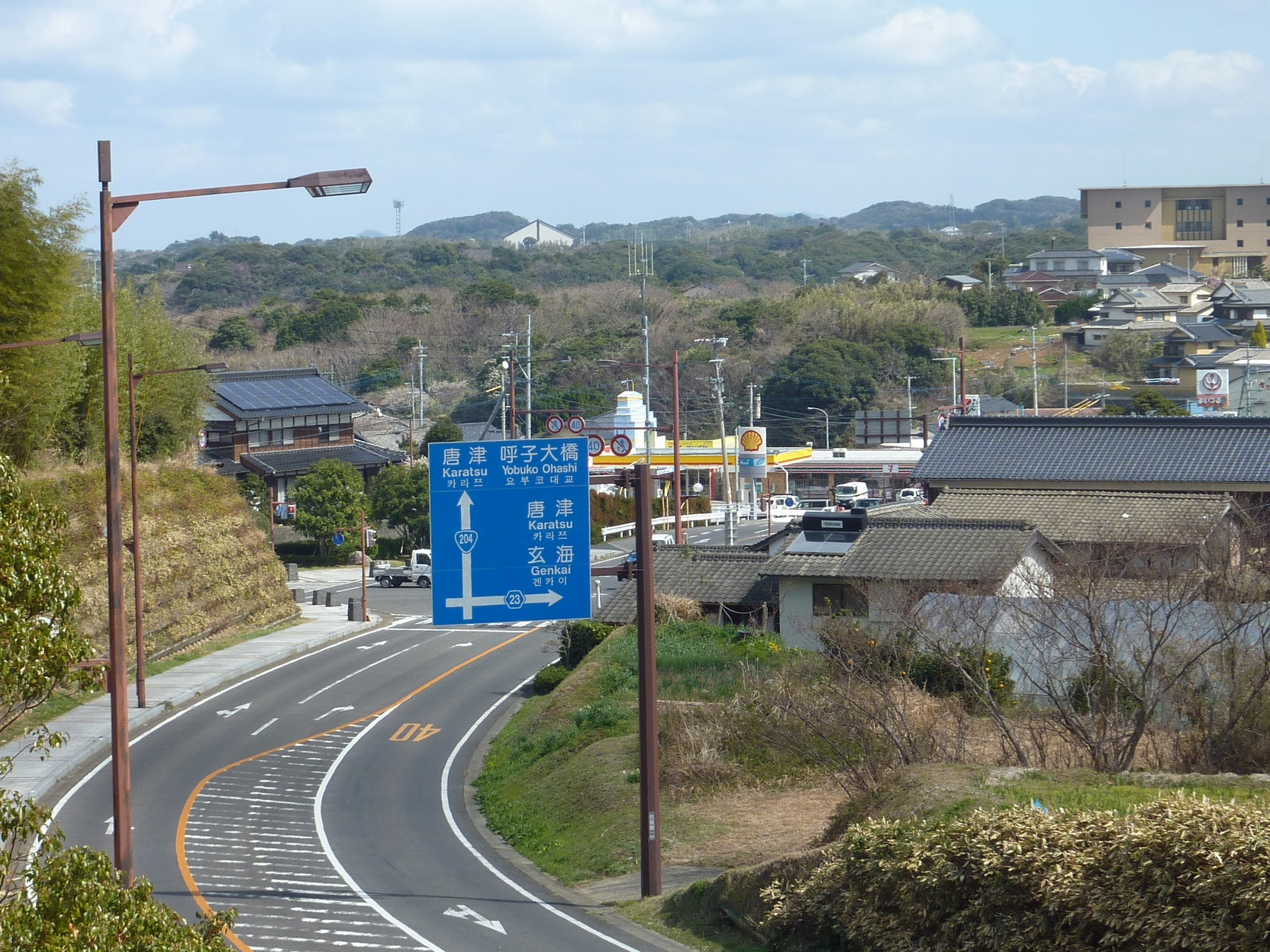
名護屋城跡から名護屋大橋方面（唐津市鎮西町）

国道204号のうち、東松浦半島の海岸線沿いを周回する区間は、途中に浜野浦、朝市で有名な呼子地区、加部島へ渡る呼子大橋、七ツ釜、立神岩、名護屋城址、波戸岬など観光スポットが多い。唐房バイパスが開通した際に唐房バイパスから波戸岬にかけての道にルート・グランブルー〜ジャックマイヨールが愛した海〜という愛称がつけられた。特に東松浦郡玄海町にある浜野浦の棚田付近が、玄界灘から続く仮屋湾の海と相まって眺めがよい風景があるところで知られている。

### 通過する自治体
- 佐賀県
  - 唐津市 - 東松浦郡玄海町 - 唐津市 - 伊万里市
- 長崎県
  - 松浦市 - 平戸市 - 佐世保市 - 北松浦郡佐々町 - 佐世保市

### 交差する道路
| 交差する道路                                                         | 都道府県名 | 市町村名 | 市町村名 | 交差する場所   | 交差する場所              |
| -------------------------------------------------------------------- | ---------- | -------- | -------- | -------------- | ------------------------- |
| 国道202号 国道382号 重複区間起点                                     | 佐賀県     | 唐津市   | 唐津市   | 和多田西山     | 唐津市瀬田原交差点 / 起点 |
| 佐賀県道320号千々賀神田線                                            | 佐賀県     | 唐津市   | 唐津市   | 神田           | 長松大橋東交差点          |
| 佐賀県道23号唐津呼子線 佐賀県道33号唐津肥前線                        | 佐賀県     | 唐津市   | 唐津市   | 神田           | 長松大橋交差点            |
| 佐賀県道265号切木唐津線                                              | 佐賀県     | 唐津市   | 唐津市   | 佐志中通       | 佐志交差点                |
| 国道204号 / 唐房バイパス                                             | 佐賀県     | 唐津市   | 唐津市   | 佐志浜町       | 佐志浜町交差点            |
| 佐賀県道23号唐津呼子線                                               | 佐賀県     | 唐津市   | 唐津市   | 佐志浜町       | 唐房入口交差点            |
| 国道204号 / 唐房バイパス                                             | 佐賀県     | 唐津市   | 唐津市   | 鳩川           |                           |
| 上場広域農道                                                         | 佐賀県     | 唐津市   | 唐津市   | 屋形石         |                           |
| 国道382号 重複区間終点                                               | 佐賀県     | 唐津市   | 唐津市   | 呼子町呼子     | 持山交差点                |
| 佐賀県道47号肥前呼子線                                               | 佐賀県     | 唐津市   | 唐津市   | 呼子町殿ノ浦   | 高尾橋交差点              |
| 佐賀県道23号唐津呼子線 佐賀県道310号名護屋港線                       | 佐賀県     | 唐津市   | 唐津市   | 鎮西町名護屋   | 前田利家陣跡交差点        |
| 佐賀県道301号波戸岬線                                                | 佐賀県     | 唐津市   | 唐津市   | 鎮西町名護屋   | 加藤清正陣跡東交差点      |
| 佐賀県道254号今村枝去木線                                            | 佐賀県     | 東松浦郡 | 玄海町   | 大字今村       | 今村交差点                |
| 佐賀県道292号加倉仮屋港線                                            | 佐賀県     | 東松浦郡 | 玄海町   | 大字新田       | 金の手交差点              |
| 佐賀県道217号星賀港線 佐賀県道218号高串港線                          | 佐賀県     | 唐津市   | 唐津市   | 肥前町田野     | 古保志気交差点            |
| 佐賀県道342号筒井万賀里川線                                          | 佐賀県     | 唐津市   | 唐津市   | 肥前町万賀里川 | 湯の浦入口交差点          |
| 佐賀県道47号肥前呼子線                                               | 佐賀県     | 唐津市   | 唐津市   | 肥前町切木     |                           |
| 佐賀県道33号唐津肥前線                                               | 佐賀県     | 唐津市   | 唐津市   | 竹木場         |                           |
| 佐賀県道342号筒井万賀里川線                                          | 佐賀県     | 伊万里市 | 伊万里市 | 波多津町筒井   |                           |
| 長崎県道・佐賀県道103号喜内瀬鍋串辻線（福島大橋）                    | 佐賀県     | 伊万里市 | 伊万里市 | 波多津町辻     |                           |
| 佐賀県道32号伊万里畑川内厳木線                                       | 佐賀県     | 伊万里市 | 伊万里市 | 波多津町馬蛤潟 |                           |
| 佐賀県道321号黒川松島線                                              | 佐賀県     | 伊万里市 | 伊万里市 | 黒川町大黒川   |                           |
| 佐賀県道297号塩屋大曲線                                              | 佐賀県     | 伊万里市 | 伊万里市 | 黒川町塩屋     | 塩屋東交差点              |
| 伊万里港臨港道路                                                     | 佐賀県     | 伊万里市 | 伊万里市 | 黒川町黒塩     | 黒塩交差点                |
| 国道204号 / バイパス                                                 | 佐賀県     | 伊万里市 | 伊万里市 | 松島町         | 木須町交差点              |
| 佐賀県道321号黒川松島線                                              | 佐賀県     | 伊万里市 | 伊万里市 | 松島町         | 松島搦交差点              |
| 国道202号 重複区間起点 国道498号 重複区間起点                        | 佐賀県     | 伊万里市 | 伊万里市 | 二里町大里甲   | 国見台西交差点            |
| 国道202号 重複区間終点 国道383号 重複区間起点 国道498号 重複区間終点 | 佐賀県     | 伊万里市 | 伊万里市 | 二里町大里乙   | 二里大橋交差点            |
| 佐賀県道・長崎県道5号伊万里松浦線                                    | 佐賀県     | 伊万里市 | 伊万里市 | 山代町楠久津   | 楠久津交差点              |
| 佐賀県道242号楠久停車場線                                            | 佐賀県     | 伊万里市 | 伊万里市 | 山代町楠久     | 楠久交差点                |
| E35 伊万里松浦道路                                                   | 佐賀県     | 伊万里市 | 伊万里市 | 山代町久原     | 山代久原IC                |
| 佐賀県道243号浦の崎停車場線                                          | 佐賀県     | 伊万里市 | 伊万里市 | 山代町立岩     |                           |
| 佐賀県道316号川内野浦の崎港線                                        | 佐賀県     | 伊万里市 | 伊万里市 | 山代町立岩     |                           |
| E35 伊万里松浦道路 長崎県道146号上志佐今福停車場線 重複区間起点      | 長崎県     | 松浦市   | 松浦市   | 今福町東免     | 今福交差点 今福IC         |
| 長崎県道146号上志佐今福停車場線 重複区間終点                         | 長崎県     | 松浦市   | 松浦市   | 今福町浦免     | 浦交差点                  |
| E35 伊万里松浦道路                                                   | 長崎県     | 松浦市   | 松浦市   | 志佐町調川     | 調川IC                    |
| 国道204号 / 松浦バイパス                                             | 長崎県     | 松浦市   | 松浦市   | 志佐町浦免     | 別荘踏切交差点            |
| 長崎県道11号佐世保日野松浦線                                         | 長崎県     | 松浦市   | 松浦市   | 志佐町浦免     | 連田橋交差点              |
| 長崎県道40号佐世保吉井松浦線 長崎県道144号松浦江迎線                 | 長崎県     | 松浦市   | 松浦市   | 志佐町庄野免   | 鹿爪橋交差点              |
| 国道204号 / 松浦バイパス                                             | 長崎県     | 松浦市   | 松浦市   | 志佐町庄野     | 松浦バイパス入口交差点    |
| 長崎県道256号星鹿港線                                                | 長崎県     | 松浦市   | 松浦市   | 御厨町里免     | 星鹿入口交差点            |
| 長崎県道61号御厨田代江迎線                                           | 長崎県     | 松浦市   | 松浦市   | 御厨町里免     | 御厨交差点                |
| 長崎県道228号御厨江迎線                                              | 長崎県     | 松浦市   | 松浦市   | 御厨町西田免   |                           |
| 北松広域農道                                                         | 長崎県     | 平戸市   | 平戸市   | 田平町里免     |                           |
| 長崎県道152号田平港線                                                | 長崎県     | 平戸市   | 平戸市   | 田平町山内免   | 田平港入口交差点          |
| 国道383号 重複区間終点 長崎県道258号平戸江迎線                       | 長崎県     | 平戸市   | 平戸市   | 田平町小手田免 | 平戸大橋入口交差点        |
| 長崎県道221号以善田平港線                                            | 長崎県     | 平戸市   | 平戸市   | 田平町小手田免 |                           |
| 長崎県道228号御厨江迎線                                              | 長崎県     | 佐世保市 | 佐世保市 | 江迎町長坂     |                           |
| 長崎県道18号佐々鹿町江迎線                                           | 長崎県     | 佐世保市 | 佐世保市 | 江迎町長坂     |                           |
| 長崎県道61号御厨田代江迎線                                           | 長崎県     | 佐世保市 | 佐世保市 | 江迎町長坂     |                           |
| 長崎県道227号志方江迎線                                              | 長崎県     | 佐世保市 | 佐世保市 | 江迎町赤坂     |                           |
| 長崎県道40号佐世保吉井松浦線 重複区間起点                            | 長崎県     | 佐世保市 | 佐世保市 | 江迎町田ノ元   |                           |
| 長崎県道40号佐世保吉井松浦線 重複区間終点                            | 長崎県     | 佐世保市 | 佐世保市 | 吉井町立石     |                           |
| 長崎県道54号栗木吉井線                                               | 長崎県     | 佐世保市 | 佐世保市 | 吉井町立石     | 吉井駅交差点              |
| 長崎県道18号佐々鹿町江迎線                                           | 長崎県     | 北松浦郡 | 佐々町   | 古川免         |                           |
| 長崎県道11号佐世保日野松浦線 重複区間起点                            | 長崎県     | 佐世保市 | 佐世保市 | 下本山町       | 下本山交差点              |
| 長崎県道11号佐世保日野松浦線 重複区間終点                            | 長崎県     | 佐世保市 | 佐世保市 | 吉岡町         |                           |
| 長崎県道151号佐世保世知原線                                          | 長崎県     | 佐世保市 | 佐世保市 | 田原町         |                           |
| 国道498号 重複区間起点                                               | 長崎県     | 佐世保市 | 佐世保市 | 瀬戸越町       | 瀬戸越町交差点            |
| 国道35号 国道498号 重複区間終点                                      | 長崎県     | 佐世保市 | 佐世保市 | 八幡町         | 終点                      |

### 交差する鉄道
- 松浦鉄道西九州線

### 沿線
- 佐賀県唐津市
  - 呼子港
  - 佐賀県立名護屋城博物館
- 東松浦郡玄海町
  - 九州電力玄海原子力発電所
  - 玄海町役場
- 伊万里市
  - 名村造船所
- 長崎県松浦市
  - 松浦魚市場
  - 松浦鉄道西九州線 松浦駅
  - 松浦火力発電所
- 平戸市
  - 平戸市役所田平支所
  - 松浦鉄道西九州線 たびら平戸口駅
  - 田平港
- 北松浦郡佐々町
  - 佐々町役場
  - 松浦鉄道西九州線 佐々駅・佐々バスセンター
- 佐世保市
  - 佐世保市西部クリーンセンター
  - 佐世保市役所
  - 旧江迎町役場
  - 江迎バスセンター